# Claws (Fernsehserie)
Claws ist eine US-amerikanische Fernsehserie des Senders TNT, die seit dem 11. Juni 2017 ausgestrahlt wird.
Am 1. Oktober 2019 wurde die Serie für eine vierte und finale Staffel verlängert.

## Inhalt
Fünf Maniküristen im Nail Artisan Salon von Manatee County, Florida, betreten die traditionell männliche Welt des organisierten Verbrechens, als sie Geld für eine benachbarte illegale Schmerzklinik waschen.

## Besetzung

### Hauptbesetzung
| Rollenname                | Schauspieler     | Hauptrolle (Folgen)                   | Nebenrolle (Folgen)                         | Synchronsprecher     |
| ------------------------- | ---------------- | ------------------------------------- | ------------------------------------------- | -------------------- |
| Desna Simms               | Niecy Nash       | 1.01–4.10                             |                                             | Heide Domanowski     |
| Polly                     | Carrie Preston   | 1.01–4.10                             |                                             | Christin Marquitan   |
| Quiet Ann                 | Judy Reyes       | 1.01–4.10                             |                                             | Anna Grisebach       |
| Virginia Loc              | Karrueche Tran   | 1.01–4.10                             |                                             | Jill Böttcher        |
| Jennifer Husser           | Jenn Lyon        | 1.01–4.10                             |                                             | Katrin Zimmermann    |
| Roller Husser             | Jack Kesy        | 1.01–3.10                             |                                             | Sebastian Schulz     |
| Bryce Husser              | Kevin Rankin     | 1.01–4.10                             |                                             | Rainer Fritzsche     |
| Dr. Ken Brickman          | Jason Antoon     | 1.01–4.10                             |                                             | Thomas Schmuckert    |
| Dean Simms                | Harold Perrineau | 1.01–4.10                             |                                             | Florian Halm         |
| Onkel Daddy / Clay Husser | Dean Norris      | 1.01–4.10                             |                                             | Klaus-Dieter Klebsch |
| Dr. Gregory Ruval         | Jimmy Jean-Louis | 2.01–2.10                             | 1.06–1.08, 1.10                             |                      |
| Arlene Brunch             | Suleka Mathew    | 2.01, 2.02–2.08, 2.10–3.03, 3.06–3.09 | 1.05–1.09                                   | Svantje Wascher      |
| Toby Evans                | Evan Daigle      | 3.01–3.10                             | 1.01–1.05, 1.07–2.03, 2.05–2.06, 2.08, 4.09 |                      |

## Ausstrahlung
Die erste Staffel wurde vom 11. Juni bis zum 13. August 2017 auf dem US-amerikanischen Fernsehsender TNT. Bereits während der Ausstrahlung wurde die Serie um eine zweite verlängert, die schließlich vom 10. Juni bis zum 12. August 2018 veröffentlicht wurde. Während der Ausstrahlung dieser kam es zur Bekanntgabe der Verlängerung um eine dritte Staffel. Sie wurde vom 9. Juni bis zum 11. August 2019 ausgestrahlt. Am 1. Oktober wurde die Serie für eine vierte und finale Staffel verlängert.
Die deutschsprachige Erstveröffentlichung erfolgte mit der ersten und zweiten Staffel wöchentlich von dem 10. Dezember 2019 bis zum 21. April 2020 auf dem deutschen Internetsender Joyn Primetime.